# Metalectra dotata
Metalectra dotata är en fjärilsart som beskrevs av Walker 1857. Metalectra dotata ingår i släktet Metalectra och familjen nattflyn. Inga underarter finns listade i Catalogue of Life.